# Notation additive (numération)
Pour la notation additive en algèbre, voir Notation additive.
 (février 2024).
Si vous disposez d'ouvrages ou d'articles de référence ou si vous connaissez des sites web de qualité traitant du thème abordé ici, merci de compléter l'article en donnant les références utiles à sa vérifiabilité et en les liant à la section « Notes et références ».
Pour un article plus général, voir Système de numération.
Un système de numération est dit additif lorsqu'il utilise des signes qui représentent chacun une valeur et lorsque, pour connaître la valeur du nombre ainsi représenté, il faut additionner les valeurs des différents signes.
Les plus anciens systèmes de numérations connus sont additifs. Ils ne le sont parfois qu'en partie, combinant ce système avec un autre. Ils ont été supplantés par l'écriture décimale positionnelle moderne qui permet d'effectuer plus facilement la grande majorité des calculs.

## Exemples

### Numération égyptienne
La numération égyptienne est exclusivement additive :
 signifie dix et  signifie un. Pour avoir douze, on écrit dix plus un plus un, soit : . Il est à noter que les Égyptiens ne tenaient pas compte de l'ordre et pouvaient tout aussi bien écrire .

### Numération mésopotamienne
La numération mésopotamienne est à la fois additive et positionnelle : un clou  désignant un, on écrit sept clous  pour désigner sept. Mais ces sept clous, suivant leur position dans l'écriture du nombre, peuvent désigner aussi bien ce que nous noterions 7 que 7×60 ou 7×60² ou encore {\displaystyle {\dfrac {7}{60}}}.

### Numération romaine
La numération romaine est également additive : on écrit X pour dix et XX pour vingt. Cependant, l'ordre des chiffres est important : CX signifie cent plus dix alors que XC signifie cent moins dix.

### Numération additive binaire
Dans son ouvrage Rabdology Jean Neper introduit en 1617, une numération additive binaire sous le nom d'arithmetique locale (arithmetica localis). Il note les puissances successives de 2 par le lettres de l'alphabet: a=1, b=2, c=4, d=8... Avec cette convention, on a par exemple: ab=3, cb=5, bcfgh=230,...